# Évelyne Wilwerth
Évelyne Wilwerth est une écrivaine belge d'expression française née en 1947 à Spa. Elle travaille l’écriture théâtrale, l’écriture radiophonique (ses pièces et ses dramatiques ont été créées et diffusées). Elle signe également des nouvelles et des livres pour enfants.